# Stewart River
Stewart River – rzeka w Kanadzie, przepływająca przez terytorium Jukonu, o długości 533. Stanowi dopływ rzeki Jukonu.